# Тіндуф (вілаєт)
Тіндуф (араб. ولاية تندوف‎‎‎‎‎‎) — вілаєт на півдні Алжиру. Адміністративний центр — м. Тіндуф. Площа — 159 000 км². Населення — 58 193 особи (2008).

## Географічне розташування
Вілаєт розташований на заході країни. На південному заході вілаєту проходить кордон з Мавританією, на заході — з Західною Сахарою, на північному заході — з Марокко. На сході межує з вілаєтами Бешар та Адрар.

## Адміністративний поділ
Поділяється на 1 округ та 2 муніципалітети.
| Алжир | Це незавершена стаття з географії Алжиру. Ви можете допомогти проєкту, виправивши або дописавши її. |